# Гаязов, Альфис Суфиянович
Альфи́с Суфия́нович Гая́зов (баш. Әлфис Суфиян улы Ғаязов; род. 3 июня 1956, Старые Казанчи, Башкирская АССР) — педагог, министр образования Республики Башкортостан (с 2011 года). Доктор педагогических наук (1996), профессор (1997), член-корреспондент Российской академии образования (2009), член Союза писателей Республики Башкортостан. Заслуженный деятель науки Российской Федерации (2021).

## Биография
Гаязов Альфис Суфиянович родился 3 июня 1956 года в селе Старые Казанчи Аскинского района Башкирской АССР.
В 1977 году окончил Бирский государственный педагогический институт.
С 1977 года работал секретарём комитета ВЛКСМ Бирского педагогического института. Служил в армии, после службы работал младшим научным сотрудником этого же института.
С 1983 по 1986 годы — аспирант кафедры педагогики Челябинского педагогического института. В 1986 году защитил кандидатскую диссертацию.
Закончив аспирантуру, в 1986—1987 годы работал старшим преподавателем кафедры педагогики, в 1987—1997 — деканом биологического факультета, затем деканом факультета педагогики и психологии Бирского педагогического института.
В 1996 году защитил докторскую диссертацию на тему «Теория и практика гражданского воспитания учащейся молодежи на современном этапе».
С 1998 по 2000 годы заведовал кафедрой педагогики, в 2000—2011 — директор Института педагогики Башкирского государственного педагогического университета.
С 2011 по 2015 год — министр образования Республики Башкортостан.
С 2015 — Президент Академии наук Республики Башкортостан

## Научная деятельность
Основные направления исследований:
- теория и методология формирования гражданина в этнонациональном пространстве через разнообразные виды деятельности,
- конструирование моделей гражданского образования учащейся молодежи в условиях динамично обновляющейся российской государственности.

Является автором свыше 150 научных трудов.

## Труды
- Формирование гражданина: теория, практика, проблемы. — Челябинск: ЧГПУ, 1995. — 238 с.
- Общество, государство: воспитание гражданина. — Уфа: БГПИ, 1998. — 90 с.
- Социализация личности гражданина в пространстве муниципального образования. — Уфа: БГУ, 2000. — 197 с. (в соавторстве).
- Общество, государство: воспитание гражданина. — Изд. 2-е, доп. — Уфа: БГПУ, 2001. — 117 с.
- Образование и образованность гражданина в современном мире. — М.: Наука, 2003. — 258 с.
- Управление системой подготовки педагогических кадров в регионе. — Уфа: МО РБ, 2003. — 108 с. (в соавторстве).
- Образование и образованность гражданина в современном мире. — М.: Наука, 2003. — 256 с.
- Европейское измерение в высшем педагогическом образовании. — Уфа: ДПС, 2005 (в соавторстве).
- Образование как пространство формирования личности гражданина. — М.: Гуманитарный издательский центр ВЛАДОС, 2006.
- Семь проблем современного образования — Уфа: Вагант, 2008. — 236 с.
- Формирование гражданских качеств школьников в процессе трудовой деятельности. — Куйбышев: Куйбышевский пединститут, 1990. — 93 с.
- Основы процесса гражданского воспитания учащейся молодежи. — М., 1996. — 169 с.
- Профессионально-личностное становление будущих школьных медицинских сестер при подготовке к нравственно-половому воспитанию учащихся. — Уфа: БГМУ, 2007. — 133 с. (в соавторстве).

## Награды и звания
- Лауреат премии Башкирского обкома ВЛКСМ (1985).
- Отличник народного просвещения РСФСР (1989).
- Заслуженный деятель науки Республики Башкортостан (2000).
- Почётный работник высшего профессионального образования Российской Федерации (2006).
- Заслуженный деятель науки Российской Федерации (2021)[1].